# Kres (1930–1941)
Kres, s podnaslovom Fantovski list, je bilo glasilo fantovskih odsekov katoliških mladinskih telesnokulturnih organizacij. Izhajal je v Ljubljani od 1930 do 1941.

## O reviji
Kres je nasledil Mladost, glasilo decembra 1929 razpuščene Orlovske zveze. Sprva je izhajal kot mesečnik, od 1939 do 1940 kot polmesečnik. Izdajatelj in urednik je bil Vinko Lavrič, nato Ivan Martelanc, od 1931 Jožef Godina, od 1932 Konrad Stražar, od 1933 France Capudler, od 1934 ponovno Ivan Martelanc, od 1938 Alojz Trontelj. V zgodnjih tridesetih letih je list povezoval fantovske odseke, ki so delovali pod okriljem Prosvetne zveze, po njenem razpustu februarja 1933 pa fantovske odseke Katoliške akcije. Po ustanovitvi in osamosvojitvi Zveze fantovskih odsekov leta 1937 je povezoval nastajajoče podzveze, okrožja in fantovske odseke v župnijah.
List je utiral pot krščanski socialni akciji Aleša Ušeničnika, vanj pa so pisali slovenski katoliški družboslovci in člani vodstva slovenskih katoliških društev ter organizacij, pa tudi prvaki Slovenske ljudske stranke oz. slovenskega dela Jugoslovanske radikalne zajednice.

## Namen in vsebina
Namenjen je bil predvsem kmečki in delavski mladini. Vseboval je načelne članke o prenovi človeka in družbe na podlagi katoliških načel in smernic, ki so jih zarisovale papeške okrožnice, prinašal je tudi prispevke slovenskega leposlovja in razglede po katoliškokulturnem in športnem svetu.
Kres je bil sestavljen iz naslednjih rubrik oz. prispevkov: Uvodni članki, Idejni članki, Gospodarski članki, Pripovedna proza, Pesmi, Mladi grobovi, Uganke, Fantje med seboj, Doma in po svetu, Športni pregled, Nove knjige in pesmi, Urednikova beseda. V Kresu je bilo tudi lepo število slik.